# غازی بیگ
غازی بیگ بن فرخ یسار یکی از حاکمان حکومت شروان‌شاهان و پسر فرخ یسار بود که به دست پسر خود سلطان محمد کشته شد. از اقدامات او می‌توان به تشکیل سپاه طلایی قفقاز اشاره کرد.

## سپاه طلایی قفقاز
زمان حکومت بهرام بیگ (برادر غازی بیگ)، غازی بیگ به عنوان فرمانده سپاه شروانشاهیان منصوب شد. او هنگامی که درگیری شاه اسماعیل یکم صفوی با ازبک‌ها را دید با تدبیری لشکری متشکل از ازبک‌های مخالف شاه اسماعیل یکم و شروان‌شاهان مطیع خود و آق‌قویونلو‌های باقی مانده را سازماندهی کرد و اسم این سپاه را سپاه طلایی قفقاز گذاشت. بهرام بیگ که می‌ترسید برادر خود غازی بیگ با لشکرش قصد تصرف تاج و تخت را داشته باشد علیه برادر خود شمشیر کشید و جنگ بین این دو برادر موجب کشته شدن بهرام بیگ شد. با مرگ بهرام بیگ و فرار کردن پسرش، حکومت شروانشاهیان به غازی بیگ رسید.

## جنگ باشاه اسماعیل یکم
غازی بیگ برای تثبیت حکومت شروان‌شاهان و گرفتن انتقام خون پدرش (فرخ یسار) مجبور به جنگ با صفویان بود و به شاه اسماعیل یکم اعلام جنگ کرد. شاه اسماعیل یکم که در آن زمان درگیر جنگ با امپراتوری عثمانی بود مجبور بود تا لشکر قزلباش خود را برای مقابله با غازی بیگ بفرستد. در جنگی که میان سپاه طلایی قفقاز و لشکر قزلباش‌های شاه اسماعیل روی داد لشکر قزلباش‌های شاه اسماعیل شکست بسار سنگینی خوردند و در هم شکستند. به سبب این شکست قلمرو شروان‌شاهان تا شهر ری گسترش یافت.

## مرگ غازی بیگ
شاه اسماعیل یکم که از شکست لشکرش و پیشروی شروانشاهان تا شهر ری بسیار عصبانی بود با لشکر عظیمی به سمت شهر ری به راه افتاد و خودش فرماندهی آن سپاه عظیم را بر عهده گرفت. در شهر ری نبرد بسیار شدیدی میان دو سپاه درگرفت که در نهایت شاه اسماعیل پیروز شد و غازی بیگ در آن نبرد شکست خورد و به سمت باکو پایتخت شروان‌شاهان عقب‌نشینی کرد. او در تدارک جنگ دیگری با شاه اسماعیل بود که به دست پسر ارشد خود (سلطان محمود شروان شاه) در باکو کشته شد.